# Sophie Troubetskoï
Sophie Troubetskoï (Софья Сергевна Трубецкая), née le 25 mars 1838 (grég.) à Saint-Pétersbourg et morte le 9 août 1896 (grég.) à Madrid, est une aristocrate russe, personnalité de la haute société internationale et du monde politique à l'époque du Second Empire. Elle joue notamment un rôle important dans la restauration des Bourbons en Espagne. Épouse du duc de Morny (1811-1865), demi-frère de Napoléon III, puis en secondes noces du grand d'Espagne José Osorio y Silva, 16e duc d'Alburquerque (1825-1909), elle est la mère de Mathilde de Morny.

## Sources archivistiques
Les Archives nationales conservent sous la cote MC/ET/CVI/1011 une quittance d'adjudication par Paul André Demetre, administrateur de la participation de Sophie Troubetskoï, ainsi que par Jean Charles Marie Félix de la Valette, agissant comme tuteur de Charlotte Louise Marie Eugénie de Morny, Auguste Charles Louis Valentin de Morny, Nicolas Simon André Serge de Morny et Sophie Mathilde Denise de Morny à Pierre Ambroise Migauld.

## Biographie
La princesse Sophia Sergueïevna Troubetskaïa (Софья Сергевна Трубецкая), membre de la famille Troubetskoï, appartient à la noblesse russe. Elle est la fille de Sergueï Vassilievitch Troubetskoï (1815-1859), officier de cavalerie, et de son épouse, née Catherine Moussine-Pouchkine (1816-1846). C'est à la demande du tsar Nicolas Ier que son père a épousé sa mère, alors favorite impériale, en 1838. Au demeurant, la rumeur court que Sophie serait en réalité la fille naturelle de l'empereur. Peu après sa naissance, le couple se sépare. Serge Troubetskoï part dans le Caucase tandis que Catherine s'installe à Paris avec sa fille. Sophie fait ses études à Paris et à Saint-Pétersbourg. 
Lors du couronnement d'Alexandre II à Saint-Pétersbourg, en septembre 1856, elle rencontre le représentant de la France, Charles de Morny, demi-frère de Napoléon III, qui la demande en mariage. Il est de 26 ans son aîné. Après leur mariage en janvier 1857 à Saint-Pétersbourg, ils se rendent à Paris, où ils résident à l'hôtel de Lassay, mitoyen du Palais-Bourbon. Le duc de Morny est en effet président du Corps législatif.
Ils ont quatre enfants :
1. Charlotte (1858-1883), mariée en 1877 à José Ramon Osorio y Heredia, comte de la Corzana (1854-1919), dont un fils :
  1. José Borja Nicolas Osorio y de Morny (1878-1905), sans descendance ;
2. Auguste, duc de Morny (1859-1920) marié en 1886 à Carlota de Guzmán e Ybarra, dont trois enfants :
  1. Auguste de Morny (1889-1934), sans alliance ni descendance ;
  2. Anna Teresa de Morny (1890-1924), sans alliance ni descendance ;
  3. Antoine de Morny (1896-1943), sans alliance ni descendance ;
3. Serge (1861-1922), officier, sans alliance[2] ;
4. Mathilde (1863-1944)[3], épouse de 1881 à 1903 de Jacques Godart, marquis de Belbeuf, divorcée sans postérité.

Peu favorable à Napoléon III, Sophie est légitimiste et ne participe pas à la vie mondaine du palais des Tuileries, tout en étant considérée comme l'une des femmes les plus belles et les plus élégantes d'Europe. Elle reçoit une société brillante dans son salon, devient célèbre par son extravagance, sa passion des oiseaux exotiques et des chiens japonais. Après la mort de Charles de Morny, en 1865, elle fait la connaissance d'un cousin de l'impératrice Eugénie, José Osorio y Silva, 16e duc d'Alburquerque et duc de Sesto, qui habite une villa à Deauville. Ils se marient en mars 1868 et le couple vit désormais entre Paris et Madrid. 
Proche de la reine Isabelle II, réfugiée en France depuis la révolution de 1868, Sophie reçoit l'ordre de la Reine Marie-Louise. En 1870, elle plante le premier sapin de Noël en Espagne. Avec son mari, elle aide les Bourbons d'Espagne à retrouver leur trône. En janvier 1875, le fils d'Isabelle II, Alphonse XII, est enfin proclamé roi. Le duc et la duchesse d'Alburquerque jouent un rôle important à la cour de Madrid jusqu’à la mort d’Alphonse XII, en 1885.
Sophie Troubetzkoï meurt à Paris (16e), d'une insuffisance respiratoire, le 9 août 1896  ; son décès est notamment déclaré par le secrétaire du duc de Sesto, et homme de confiance de la princesse, Arthur Drivière. Elle est enterrée à Paris, au cimetière du Père-Lachaise, à quelques mètres de la tombe de son premier mari.

## Galerie

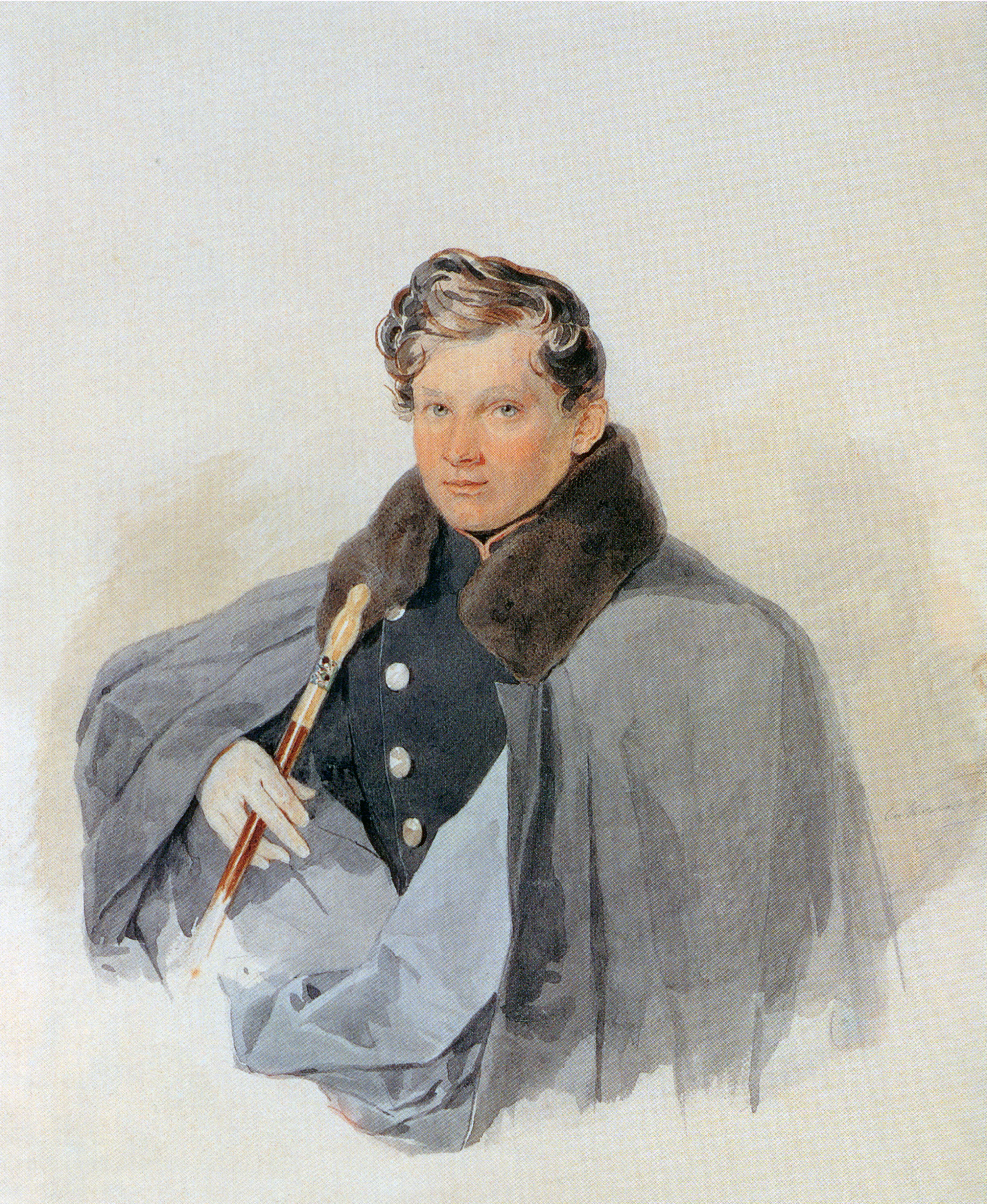
Sergueï Vassilievitch Troubetskoï (1815-1859)
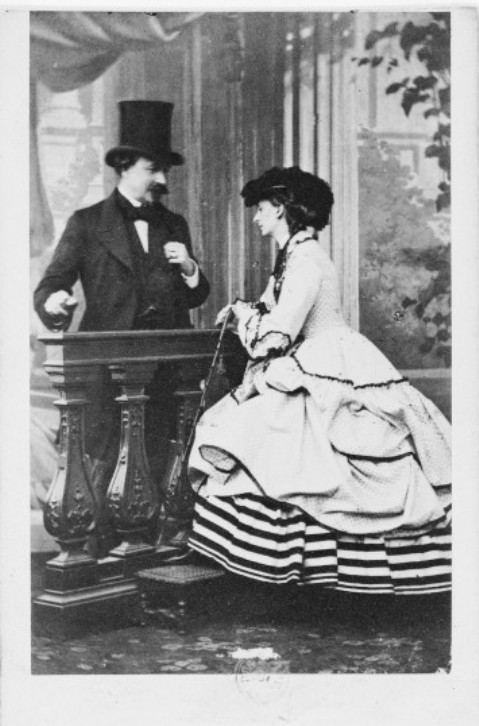
Le duc et la duchesse de Morny
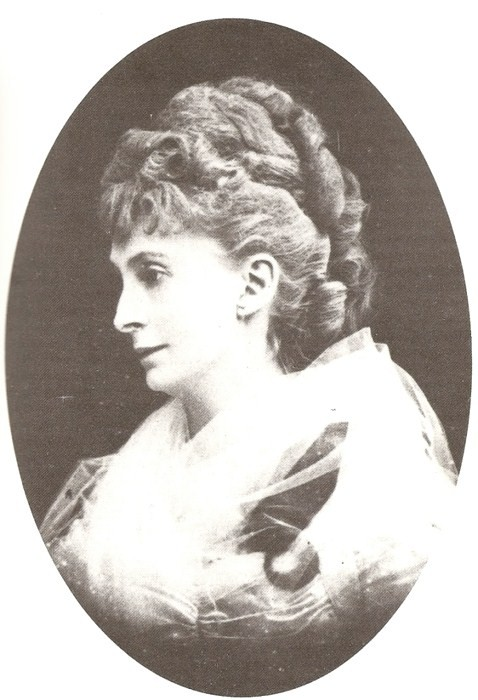
Sophie Troubetskoï dans les années 1860
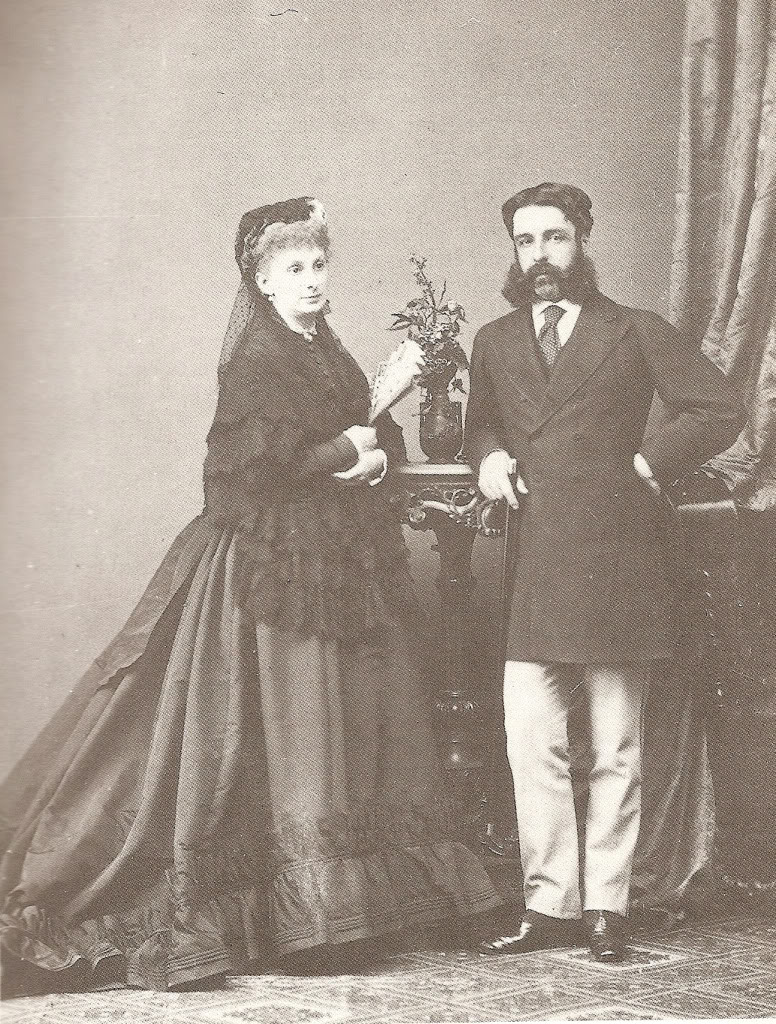
Le duc et la duchesse d'Alburquerque
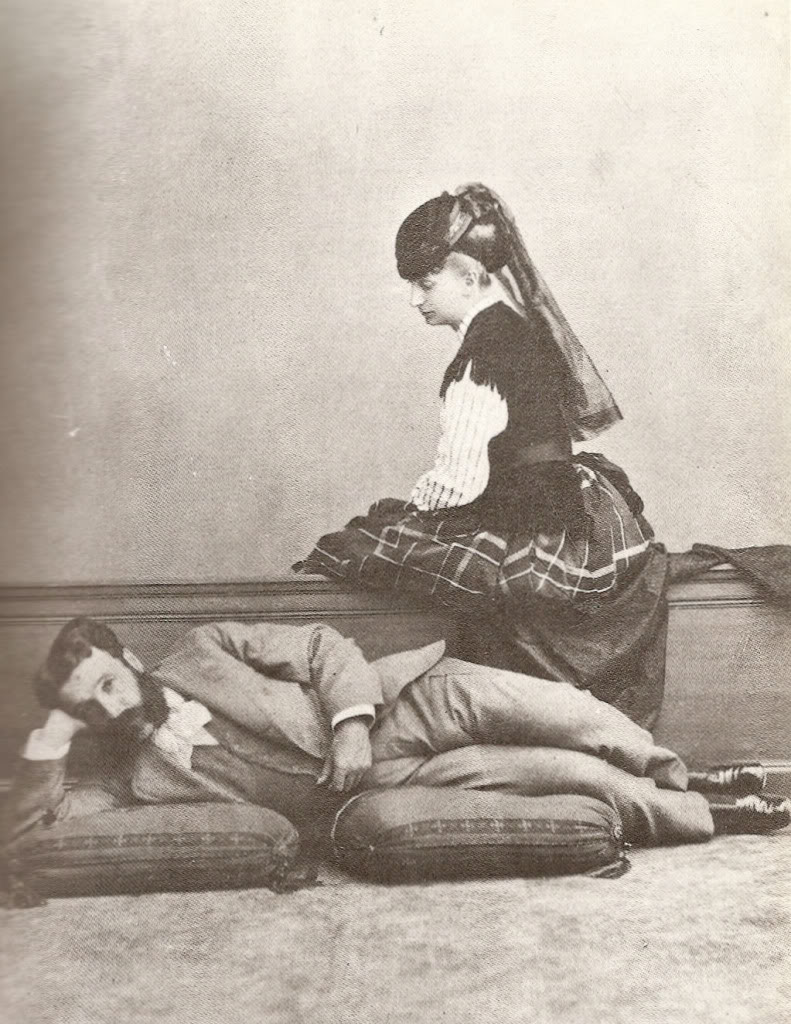
Le duc et la duchesse d'Alburquerque
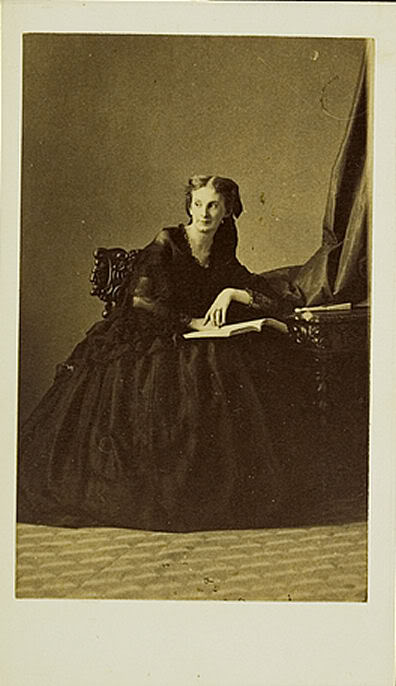
Sophie Troubetskoï photographiée par Eugène Disdéri